# Willhoit, Missouri

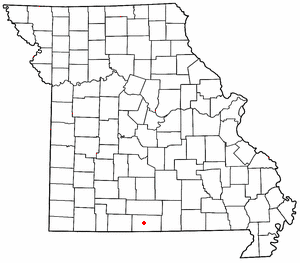
Plasarea localității Willhoit pe harta statului

Willhoit este o comunitate neîncorporată din comitatul Ozark, statul Missouri, Statele Unite ale Americii. Localitatea se găsește la circa 13 km (sau 8 mile) nord de Gainesville (sediul comitatului Ozark) pe drumul statal Route 5.